# L'intrusa (Abuso di fiducia)
L'intrusa (Abuso di fiducia) (Abus de confiance) è un film del 1937 diretto da Henri Decoin.

## Trama
La giovane Lydia è una studentessa. Povera e orfana, si fa passare per la figlia di un celebre scrittore.

## Produzione
Il film fu prodotto dall'Union des Distributeurs Indépendants (U.D.I.F.).

## Distribuzione
Distribuito dalla Compagnie Commerciale Française Cinématographique (CCFC), uscì nelle sale cinematografiche francesi il 29 novembre 1937. Venne quindi presentato a Parigi il 6 febbraio 1938. Fu distribuito in tutta Europa e negli Stati Uniti dove, con il titolo Abused Confidence 30 novembre 1938 uscì in versione sottotitolata distribuito dalla Columbia Pictures.